# Zdobycie bieguna
Zdobycie bieguna (fr. À la conquête du pôle) – francuski film niemy science-fiction stworzony w 1912 roku przez Georges’a Mélièsa. 
Film powstał na podstawie powieści Niezwykłe podróże Juliusza Verne’a.
Film opowiada humorystycznie o podróży grupy uczonych na biegun biegun północny. Po długich naradach naukowców z całego świata, wygrywa koncepcja klubu areonautycznego. Utworzona będzie ekspedycja lotnicza. Wybrani zostają delegaci 7 krajów: Ing Maboul (Francja), Run-Ever (Anglia), Bluff-Allo-Bill (Ameryka), Choukroutman (Niemcy), Cervez (Hiszpania), Thing-Thun (Chiny) oraz Ka-Ko-Ku (Japonia), którzy z pomocą specjalnie skonstruowanego samolotu mają szybko zdobyć cel. Ekspedycja w drodze powietrznej ma sporo przygód związanych z mijaniem kolejnych gwiazdozbiorów, jednak podczas lądowania ich samolot się rozbija. Ocaleli z katastrofy członkowie załogi muszą stawić czoła lodowemu gigantowi ludojadowi, zamieszkującemu tamtejszy rejon.

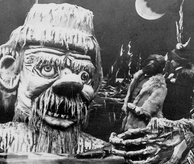
Kadr z filmu